# 魯勒爾鎮區 (伊利諾伊州謝爾比縣)
魯勒爾鎮區（英語：Rural Township）是位於美國伊利諾伊州謝爾比縣的一個行政鎮區。

## 地方資料
根據2010年美國人口普查的數據，魯勒爾鎮區的面積為89.70平方千米，當中陸地面積為89.70平方千米，而水域面積為0.00平方千米。當地共有人口333人，而人口密度為每平方千米3.71人。